# Christian Holst
Pour les articles homonymes, voir Holst (homonymie).
Christian Lamhauge Holst est un footballeur féroïen né le 25 décembre 1981 à Svendborg au Danemark.

## Carrière
- 2001-2003 : Svendborg fB  Danemark
- 2003-2008 : Lyngby BK  Danemark
- 2008- : Silkeborg IF  Danemark

## Statistiques

### Statistiques détaillées par saison
| Saison      | Club         | Pays     | Championnat     | Championnat | Championnat |
| Saison      | Club         | Pays     | Division        | Matchs      | Buts        |
| ----------- | ------------ | -------- | --------------- | ----------- | ----------- |
| 2001 - 2002 | Svendborg fB | Danemark | 2. Division Øst | 10          | 7           |
| 2002 - 2003 | Svendborg fB | Danemark | 2. Division Øst | 20          | 10          |
| 2003 - 2004 | Lyngby BK    | Danemark | 1. Division     | 27          | 16          |
| 2004 - 2005 | Lyngby BK    | Danemark | 1. Division     | 24          | 21          |
| 2005 - 2006 | Lyngby BK    | Danemark | 1. Division     | 29          | 13          |
| 2006 - 2007 | Lyngby BK    | Danemark | 1. Division     | 22          | 11          |
| 2007 - 2008 | Lyngby BK    | Danemark | SAS Ligaen      | 31          | 9           |
| 2008 - 2009 | Silkeborg IF | Danemark | 1. Division     | 15          | 3           |
| 2009 - 2010 | Silkeborg IF | Danemark | SAS Ligaen      | 33          | 11          |
| 2010 - 2011 | Silkeborg IF | Danemark | SuperLiga       | 30          | 6           |
| 2011 - 2012 | Silkeborg IF | Danemark | SuperLiga       | 31          | 10          |
| 2012 - 2013 | Silkeborg IF | Danemark | SuperLiga       | 22          | 2           |

### Buts en sélection
| Buts en sélection de Christian Holst | Buts en sélection de Christian Holst | Buts en sélection de Christian Holst | Buts en sélection de Christian Holst | Buts en sélection de Christian Holst | Buts en sélection de Christian Holst | Buts en sélection de Christian Holst |
|                                      | Date                                 | Lieu                                 | Adversaire                           | Score                                | Résultat                             | Compétition                          |
| ------------------------------------ | ------------------------------------ | ------------------------------------ | ------------------------------------ | ------------------------------------ | ------------------------------------ | ------------------------------------ |
| 1.                                   | 4 juin 2008                          | A. Le Coq Arena, Tallinn (Estonie)   | Estonie                              | 1-3                                  | 2-4                                  | Match amical                         |
| 2.                                   | 4 juin 2008                          | A. Le Coq Arena, Tallinn (Estonie)   | Estonie                              | 2-3                                  | 2-4                                  | Match amical                         |
| 3.                                   | 12 octobre 2010                      | Svangaskarð, Toftir (Îles Féroé)     | Irlande du Nord                      | 1-0                                  | 1-1                                  | Éliminatoires Euro 2012              |

NB : Les scores sont affichés sans tenir compte du sens conventionnel en cas de match à l'extérieur (Îles Féroé-adversaire)

## Palmarès
Lyngby BK
- Champion de D2 danoise (1) : 2007